# Nébug
Nébug (del ruso: Не́буг) es un seló del raión de Tuapsé del krai de Krasnodar, en el sur de Rusia. Está situado en las estribaciones meridionales del extremo oeste del Cáucaso Occidental, en la desembocadura del río Nébug en la bahía de Nébug de la orilla nororiental del mar Negro, 10 km al noroeste de Tuapsé y 97 km al sur de Krasnodar, la capital del krai.  Tenía 3 972 habitantes en 2010
Es cabeza del municipio Nébugskoye, al que pertenecen asimismo  Agói, Agúi-Shapsug, Maiski, Sosnovi, Tiumenski y Pansionata Nébug.

## Historia
La stanitsa Nébugskaya fue fundada en 1864 como acantonamiento del batallón costero shapsug. Con la disolución del batallón en 1870, la localidad perdió el estatus de stanitsa y quedó como seló. Según la revisión del 1 de enero de 1917, Nébug pertenecía al municipio Veliaminovskoye del ókrug de Tuapsé de la gubernia de Chernomore. Antes de 1934 es designado centro del selsoviet Nébugski del raión de Tuapsé, siendo subordinada a la ciudad de Tuapsé en el periodo 1935-1940.

## Lugares de interés
En el valle del río Nébug se hallan dólmenes y las ruinas de un aul adigué.

## Economía y transporte
En la localidad se halla un sanatorio, casas de reposo, un delfinario y el primer parque acuático de Rusia.
Por la localidad pasa la carretera federal M27 Novorosíisk-Tuapsé.